# Udayarpalayam
Udayarpalayam (o Udaiyarpalaiyam) è una suddivisione dell'India, classificata come town panchayat, di 11.325 abitanti, situata nel distretto di Ariyalur, nello stato federato del Tamil Nadu. In base al numero di abitanti la città rientra nella classe IV (da 10.000 a 19.999 persone).

## Geografia fisica
La città è situata a 11° 10' 60 N e 79° 17' 60 E e ha un'altitudine di 76 m s.l.m..

## Società

### Evoluzione demografica
Al censimento del 2001 la popolazione di Udayarpalayam assommava a 11.325 persone, delle quali 5.730 maschi e 5.595 femmine. I bambini di età inferiore o uguale ai sei anni assommavano a 1.510, dei quali 777 maschi e 733 femmine. Infine, coloro che erano in grado di saper almeno leggere e scrivere erano 7.076, dei quali 4.155 maschi e 2.921 femmine.